# Leon Wantuła
Leon Wantuła (ur. 4 maja 1928 w Strumieniu, zm. 20 października 2005 w Pirmasens) – polski pisarz i działacz kulturalny, poseł na Sejm PRL IV kadencji z ramienia PZPR; artysta malarz i grafik amator.

## Życiorys
W latach 1942–1944 pracował w kopalni węgla kamiennego Jankowice w Boguszowicach, w latach 1945–1946 jako referent Urzędu Gminnego w Chwałowicach. Uzyskał wykształcenie średnie. W latach 1946–1981 był członkiem nadzoru technicznego kopalni węgla kamiennego Chwałowice. W 1948 roku wstąpił do Polskiej Zjednoczonej Partii Robotniczej, w latach 1965–1969 był posłem na Sejm PRL, a od 1971 do 1975 roku był członkiem Komitetu Centralnego PZPR.
Był organizatorem Rybnickich Dni Literatury, od połowy lat 60. członkiem Związku Literatów Polskich, działał też w klubie literackim „Kontakty”.
Współpracował z redakcjami kulturalnymi radia i telewizji, przygotowując spektakle i słuchowiska radiowe. Zmarł w Pirmasens, został pochowany na cmentarzu przy kościele św. Katarzyny w Jastrzębiu-Zdroju.

## Odznaczenia
Odznaczony m.in. Orderem Sztandaru Pracy II klasy, Krzyżem Kawalerskim i Oficerskim Orderu Odrodzenia Polski, Medalem 40-lecia Polski Ludowej oraz Złotą honorową odznaką Trybuny Robotniczej (1974).

## Twórczość
Autor wielu powieści o tematyce górniczej. Debiutował w 1963 jako prozaik opowiadaniem Zawał. Napisał też powieści: Nigdy za późno, Urodzeni w dymach, Przeminąć i zostać, Romans Luizy, Boso do nieba i opowiadanie Malowanie dnia. Szereg jego publikacji ukazało się w Wydawnictwie Naukowym „Śląsk”.